# Masia de la Font (Calafell)
La Masia de la Font és una masia de Calafell (Baix Penedès) protegida com a bé cultural d'interès local.

## Descripció
Es tracta d'una masia aïllada de tipologia clàssica constituïda per planta baixa, un pis i golfes amb coberta a doble vessant amb el carener perpendicular a la façana principal. El ràfec de la teulada és fet amb teules. El cos principal, la part posterior del qual té una alçada inferior, és de planta rectangular i probablement constituït per tres crugies.
La façana principal és orientada a sud i té diverses obertures ordenades simètricament. La porta d'accés és d'arc escarser, coincideix amb l'eix de simetria i té a banda i banda una finestra. Totes aquestes obertures són de pedra treballada. Al pis hi ha tres finestres de forma rectangular i única finestra a les golfes. Al costat dret de la façana, entre les dues finestres del pis, hi ha un rellotge de sol pintat.
Al costat oest hi ha porxo amb quatre arcades de mig punt cobert per un terrat. Al costat est hi ha un cos afegit amb coberta inclinada format per planta baix i un pis. A la planta baixa hi ha una porta rectangular i al pis una finestra de la mateixa forma. A la part anterior d'aquest cos, al costat dret, hi ha un element adossat amb teulada inclinada i una porta. A tocar del cos edificat en època contemporània, hi ha un magatzem de planta rectangular amb coberta de doble vessant amb carener perpendicular a la façana principal. A la part superior de la façana hi ha una placa amb les lletres F.M. i la data 1910.
El sistema constructiu és tradicional a base de murs de càrrega i soleres unidireccionals fetes amb bigues de fusta. Els materials de fàbrica de les parts històriques són de maçoneria amb morter de calç. Els cossos afegit són fets de peces de ceràmica perforada. Els elements que configuren les obertures de la planta baixa són fets amb pedra tallada d'origen local.